# Shire (cavalo)
A Shire é uma raça de cavalos de tração originária da Inglaterra. É reconhecida como a maior dentre todas as raças de cavalo.

## História
O Cavalo Shire foi muito importante para a história da Inglaterra. Devido ao seu grande porte, força e resistência, foi muito utilizado nas batalhas medievais, já que podia facilmente carregar um homem e sua armadura e correr através de terrenos irregulares e com neve, pois suas grandes patas lhe dão estabilidade.
Em virtude também de sua beleza, a raça Shire conduzia as princesas e a elite através de carruagens. Transportavam leite, verduras e outros produtos, além de puxarem as famosas carroças das cervejarias inglesas.
Entretanto, com a Revolução industrial, a invenção das máquinas a vapor e depois dos carros, o cavalo Shire passou a ser menos utilizado. 
Os primeiros Shires foram importados para os Estados Unidos em 1853, com um grande número de cavalos sendo importados na década de 1880. A American Shire Horse Association foi criada em 1885 para registar e promover a raça. O Shire tornou-se rapidamente popular nos Estados Unidos, e quase 4.000 Shires foram importados entre 1900 e 1918. Cerca de 6.700 Shires foram registados na associação americana entre 1909 e 1911.
Na altura da Segunda Guerra Mundial, a crescente mecanização e os regulamentos rigorosos sobre a compra de alimentos para o gado reduziram a necessidade e a capacidade de manter cavalos de tração. A raça caiu para o seu ponto mais baixo nas décadas de 1950 e 1960 e, em 1955, menos de 100 cavalos foram exibidos no British Spring Show anual.
Na década de 1970, a raça teve um ressurgimento devido ao crescente interesse do público. Foram criadas sociedades nos Estados Unidos, Canadá, Países Baixos, França e Alemanha e, em 1996, realizou-se em Peterborough o primeiro Congresso Mundial do Cavalo Shire. A primeira utilização na raça de inseminação artificial através de sémen congelado foi feita com várias éguas australianas em 1997.
Nos dias de hoje, essa raça participa de concursos de morfologia, de provas de atrelagem e faz passeios turísticos nas tradicionais carruagens inglesas. No filme da Disney Pictures/Pixar Valente/Brave, o cavalo da personagem principal, a princesa Merida, é um Shire negro chamado Angus.

## Características físicas
Cavalo calmo e de comportamento doce, o Shire tem estatura de 1,80 m ou mais, com exemplares de altura superior a 2 m. Pesando uma tonelada, apresenta muita força, podendo carregar até cinco vezes o seu peso. Os olhos grandes e escuros complementam sua cabeça de aspecto forte. A cauda é implantada alta e encontra-se sempre erguida. As fêmeas possuem as mesmas características dos machos, exceto pela estatura mais baixa e ancas mais largas para poder acomodar o potro. Quando em movimento, esses cavalos demonstram vigor.
Os garanhões Shire podem ser pretos, ruões, castanhos ou cinzentos. As éguas e os castrados podem ser pretos, castanhos ou cinzentos.
A altura média ao garrote dos garanhões adultos é de cerca de 178 cm, com um mínimo de 173 cm; os castrados devem ter pelo menos 168 cm, e as éguas não menos de 163 cm. O peso varia de 850 a 1100 kg para castrados e garanhões, sem padrão definido para éguas.
Entre as décadas de 1950 e 1960, a raça Clydesdale foi usada para cruzamentos, o que alterou a morfologia do Shire e, mais notavelmente, mudou a pelagem na parte inferior das pernas de uma massa de pêlos grossos para a plumagem sedosa associada aos Shires modernos. 
A cabeça do Shire é longa e delgada, com olhos grandes, assente num pescoço ligeiramente arqueado e longo em relação ao corpo. A espádua é profunda e larga, o peito é largo, o dorso é musculado e curto e os quartos traseiros são compridos e largos. As pernas não devem ter demasiadas penas e o pelo é fino, liso e sedoso.
O Shire tem uma enorme capacidade de puxar peso. Em 1924, numa exposição britânica, estimou-se que um par de cavalos puxou uma carga inicial igual a 50 toneladas, embora não tenha sido possível determinar um número exato, uma vez que a sua tração excedeu a leitura máxima do dinamómetro. Trabalhando em piso escorregadio, a mesma parelha de cavalos puxou 18,5 toneladas numa exposição posterior. 
O Guiness World Records atribui o recorde de maior cavalo registado na história ao cavalo castrado Shire chamado Mammoth (também conhecido como Sampson), criado em Bedfordshire em 1846 com uma altura de 219 cm e um peso estimado de 1524 kg. 